# Wereldkampioenschap voetbal 2006 (achtste finale) Brazilië - Ghana
Deze pagina is een subpagina van het artikel Wereldkampioenschap voetbal 2006. Hierin wordt de wedstrijd in de 1/8 finale tussen Brazilië en Ghana gespeeld op 27 juni nader uitgelicht.

## Wedstrijdgegevens
| Datum                | 27 juni 2006                | 27 juni 2006                |
| Stadion              | Signal Iduna Park, Dortmund | Signal Iduna Park, Dortmund |
| Toeschouwers         | 65000                       | 65000                       |
| Scheidsrechter       | Ľuboš Micheľ                | Ľuboš Micheľ                |
| Assistenten          | Rornan Slysko Martin Balko  | Rornan Slysko Martin Balko  |
| Vierde man           | Mark Shield                 | Mark Shield                 |
| Man van de wedstrijd | Zé Roberto                  | Zé Roberto                  |
|                      | Brazilië                    | Ghana                       |
| Doelpunten           | 3                           | 0                           |
| Gele kaarten         | 2                           | 6                           |
| Rode kaarten         | 0                           | 1                           |
| Wissels              | 3                           | 3                           |
| Schoten op doel      | 10                          | 7                           |
| Schoten naast doel   | 11                          | 18                          |
| Overtredingen        | 18                          | 11                          |
| Hoekschoppen         | 3                           | 4                           |
| Buitenspel           | 5                           | 4                           |
| Strafschoppen        | 0                           | 0                           |
| Balbezit (tijd)      | 27 min                      | 29 min                      |
| Balbezit (%)         | 48%                         | 52%                         |

| Brazilië                                                                                           | 3 – 0          | Ghana |
| Ronaldo (Kaká) 5' Adriano 45+1' Zé Roberto 84'                                                     | goals (assist) | |
| Carlos Alberto Parreira                                                                            | bondscoach     | Ratomir Dujković |
| Dida Cafú Lucio Juan Emerson 46' Roberto Carlos Adriano 61' Kaká 83' Ronaldo Ronaldinho Zé Roberto | Opstellingen   | Richard Kingson Asamoah Gyan John Mensah Emmanuel Pappoe Illiasu Shilla Stephen Appiah Sulley Muntari 70' Matthew Amoah John Pantsil 60' Eric Addo Haminu Draman |
| Gilberto Silva 46' Juninho Pernambucano 61' Ricardinho 83'                                         | Wissels        | 60' Derek Boateng 70' Alex Tachie-Mensah |
| Adriano 13' Juan 44'                                                                               | gele kaarten   | 7' Stephen Appiah 11' Sulley Muntari 29' John Pantsil 38' Eric Addo                                                                                              |
| | rode kaarten   | 48', 81' Asamoah Gyan |

## Nabeschouwing
Door zijn doelpunt passeerde Ronaldo Gerd Müller op de topscorerlijst aller tijden op het WK voetbal. Na de wedstrijd stond hij op vijftien goals en bereikte daarmee de eerste plaats van deze lijst.
De wedstrijd kwam in 2008 in opspraak naar aanleiding van het boek The Fix, soccer and organized crime van de Canadese journalist Declan Hill. Hij beweerde dat de wedstrijd, evenals de wedstrijden Italië-Ghana, Italië-Oekraïne en Engeland-Ecuador, onderdeel zou vormen van een groot gokschandaal, waarbij de einduitslag zou zijn beïnvloed door omkoping. De FIFA stelde naar aanleiding van deze beschuldiging een onderzoek in naar de wedstrijd.

## Overzicht van wedstrijden
| Groepswedstrijden | | | |
| Groep A | Groep B | Groep C | Groep D |
| Duitsland - Costa Rica Polen - Ecuador Duitsland - Polen Ecuador - Costa Rica Ecuador - Duitsland Costa Rica - Polen             | Engeland - Paraguay Trinidad en Tobago - Zweden Engeland - Trinidad en Tobago Zweden - Paraguay Zweden - Engeland Paraguay - Trinidad en Tobago | Argentinië - Ivoorkust Servië en Montenegro - Nederland Argentinië - Servië en Montenegro Nederland - Ivoorkust Nederland - Argentinië Ivoorkust - Servië en Montenegro | Mexico - Iran Angola - Portugal Mexico - Angola Portugal - Iran Portugal - Mexico Iran - Angola                               |
| Groep E | Groep F | Groep G | Groep H |
| Italië - Ghana Verenigde Staten - Tsjechië Italië - Verenigde Staten Tsjechië - Ghana Tsjechië - Italië Ghana - Verenigde Staten | Australië - Japan Brazilië - Kroatië Brazilië - Australië Japan - Kroatië Japan - Brazilië Kroatië - Australië                                  | Frankrijk - Zwitserland Zuid-Korea - Togo Frankrijk - Zuid-Korea Togo - Zwitserland Togo - Frankrijk Zwitserland - Zuid-Korea                                           | Spanje - Oekraïne Tunesië - Saoedi-Arabië Spanje - Tunesië Saoedi-Arabië - Oekraïne Saoedi-Arabië - Spanje Oekraïne - Tunesië |
| Achtste finales | | | |
| Duitsland - Zweden Argentinië - Mexico                                                                                           | Italië - Australië Zwitserland - Oekraïne | Engeland - Ecuador Portugal - Nederland | Brazilië - Ghana Spanje - Frankrijk                                                                                           |
| Kwartfinales | | | |
| Duitsland - Argentinië | Italië - Oekraïne | Engeland - Portugal | Brazilië - Frankrijk |
| Halve finales | | | |
| Duitsland - Italië | Duitsland - Italië | Portugal - Frankrijk | Portugal - Frankrijk |
| Troostfinale | | | |
| Duitsland - Portugal | | | |
| Finale | | | |
| Italië - Frankrijk | | | |